# Montsoreau
Montsoreau [mɔ̃sɔʁo]  est une commune française située dans le département de Maine-et-Loire, en région Pays de la Loire, dans le Val de Loire classé au Patrimoine mondial de l'UNESCO. Montsoreau est classé parmi Les Plus Beaux Villages de France.

## Géographie

### Généralités
Commune du Nord-Est du Saumurois, Montsoreau est un petit village du val de Loire, en Anjou, situé sur la rive gauche de la Loire, à 11 km au sud-est de Saumur et à 15 km au nord-ouest de Chinon. Elle se trouve à la limite du département de Maine-et-Loire, jouxtant la commune de Candes-Saint-Martin se trouvant dans le département d'Indre-et-Loire à 1 km de celle-ci.
Outre la ville de Montsoreau, la commune comporte aussi le lieu-dit l'île au Than, situé face au château de Montsoreau, sur la rive opposée (rive droite) de la Loire. L'île au Than, comporte, comme le village, une frontière administrative avec l'Indre-et-Loire.

### Localisation
Le village de Montsoreau est situé au cœur du val de Loire, directement en bords de Loire, au confluent de la Loire et de la Vienne. Il fait la frontière entre les départements d'Indre-et-Loire et de Maine-et-Loire, mais aussi des régions Pays de la Loire et Centre-Val de Loire. La ville se répartit entre deux pôles d'activité, le quartier de l'ancien port historique des mariniers de Loire, et le quartier du Château, abritant aujourd'hui la collection Philippe Méaille. Le village ayant été un point important de l'extraction du tuffeau, une grande partie des carrières a été réaffectée en habitations troglodytiques.
Le village de Montsoreau n'est traversé par aucune route d'importance. La départementale 7 ayant permis de délester le trafic des bords de Loire et la traversée du village. Il est ainsi le passage d'un des tronçons de la route de la Loire à vélo, depuis Candes-Saint-Martin jusqu'au Thoureil. La particularité des bords de Loire de ne pas être privés a en effet permis de constituer un itinéraire vélos longeant la Loire sur près de 800 kilomètres, au cœur de deux régions riches du patrimoine culturel et naturel d'Europe.
Montsoreau est situé à 250 km de Paris, point zéro des routes de France.
Les villes notables les plus proches :
Communes limitrophes :
| Varennes-sur-Loire  | Varennes-sur-Loire          | Chouzé-sur-Loire (Indre-et-Loire)    |
| Turquant            | Montsoreau (Maine-et-Loire) | Savigny-en-Véron (Indre-et-Loire)    |
| Fontevraud-l'Abbaye | Fontevraud-l'Abbaye         | Candes-Saint-Martin (Indre-et-Loire) |

### Climat
Pour des articles plus généraux, voir Climat des Pays de la Loire et Climat de Maine-et-Loire.
En 2010, le climat de la commune est de type climat océanique altéré, selon une étude du CNRS s'appuyant sur une série de données couvrant la période 1971-2000. En 2020, Météo-France publie une typologie des climats de la France métropolitaine dans laquelle la commune est dans une zone de transition entre le climat océanique et le climat océanique altéré et est dans la région climatique Moyenne vallée de la Loire, caractérisée par une bonne insolation (1 850 h/an) et un été peu pluvieux.
Pour la période 1971-2000, la température annuelle moyenne est de 12,1 °C, avec une amplitude thermique annuelle de 14,7 °C. Le cumul annuel moyen de précipitations est de 624 mm, avec 10,2 jours de précipitations en janvier et 6,2 jours en juillet. Pour la période 1991-2020, la température moyenne annuelle observée sur la station météorologique de Météo-France la plus proche, sur la commune de Savigny-en-Véron à 7 km à vol d'oiseau, est de 12,6 °C et le cumul annuel moyen de précipitations est de 637,8 mm,. Pour l'avenir, les paramètres climatiques de la commune estimés pour 2050 selon différents scénarios d'émission de gaz à effet de serre sont consultables sur un site dédié publié par Météo-France en novembre 2022.

### Voies de communication et transports
Montsoreau est accessible en voiture par l'autoroute A85, avec la sortie « Saumur », puis la RD952 des bords de Loire sur 10 km jusqu'à Montsoreau par le pont de Varennes-Montsoreau.
Il est aussi accessible par Tours, en suivant les bords de Loire sur 60 km jusqu'à Montsoreau, 20 km après Langeais.
En train, les trois gares de Saumur (12 km), Angers (55 km), Tours (65 km), sont desservies par les TGV, intercités, TER Pays de la Loire et Centre-Val de Loire.
Le réseau de l'agglomération de Saumur-Val de Loire permet de relier Montsoreau à Fontevraud, Turquant, Parnay, Souzay-Champigny, et Saumur.
Les aéroports internationaux d'envergure les plus proches sont l'aéroport de Tours-Val de Loire (70 km) et l'aéroport de Nantes-Atlantique (159 km). Les liaisons nationales peuvent s'effectuer par les aéroports de Angers-Loire (59 km), Poitiers-Biard (80 km).
Des navettes fluviales relient Saumur à Montsoreau.

## Urbanisme

### Typologie
Au 1er janvier 2024, Montsoreau est catégorisée commune rurale à habitat dispersé, selon la nouvelle grille communale de densité à sept niveaux définie par l'Insee en 2022.
Elle est située hors unité urbaine. Par ailleurs la commune fait partie de l'aire d'attraction de Saumur, dont elle est une commune de la couronne,. Cette aire, qui regroupe 31 communes, est catégorisée dans les aires de 50 000 à moins de 200 000 habitants,.

### Occupation des sols
L'occupation des sols de la commune, telle qu'elle ressort de la base de données européenne d’occupation biophysique des sols Corine Land Cover (CLC), est marquée par l'importance des territoires agricoles (72,5 % en 2018), une proportion identique à celle de 1990 (72,5 %). La répartition détaillée en 2018 est la suivante : 
cultures permanentes (31 %), terres arables (20,5 %), zones agricoles hétérogènes (16,7 %), eaux continentales (15,3 %), zones urbanisées (10 %), prairies (4,2 %), forêts (2,1 %). L'évolution de l’occupation des sols de la commune et de ses infrastructures peut être observée sur les différentes représentations cartographiques du territoire : la carte de Cassini (XVIIIe siècle), la carte d'état-major (1820-1866) et les cartes ou photos aériennes de l'IGN pour la période actuelle (1950 à aujourd'hui).

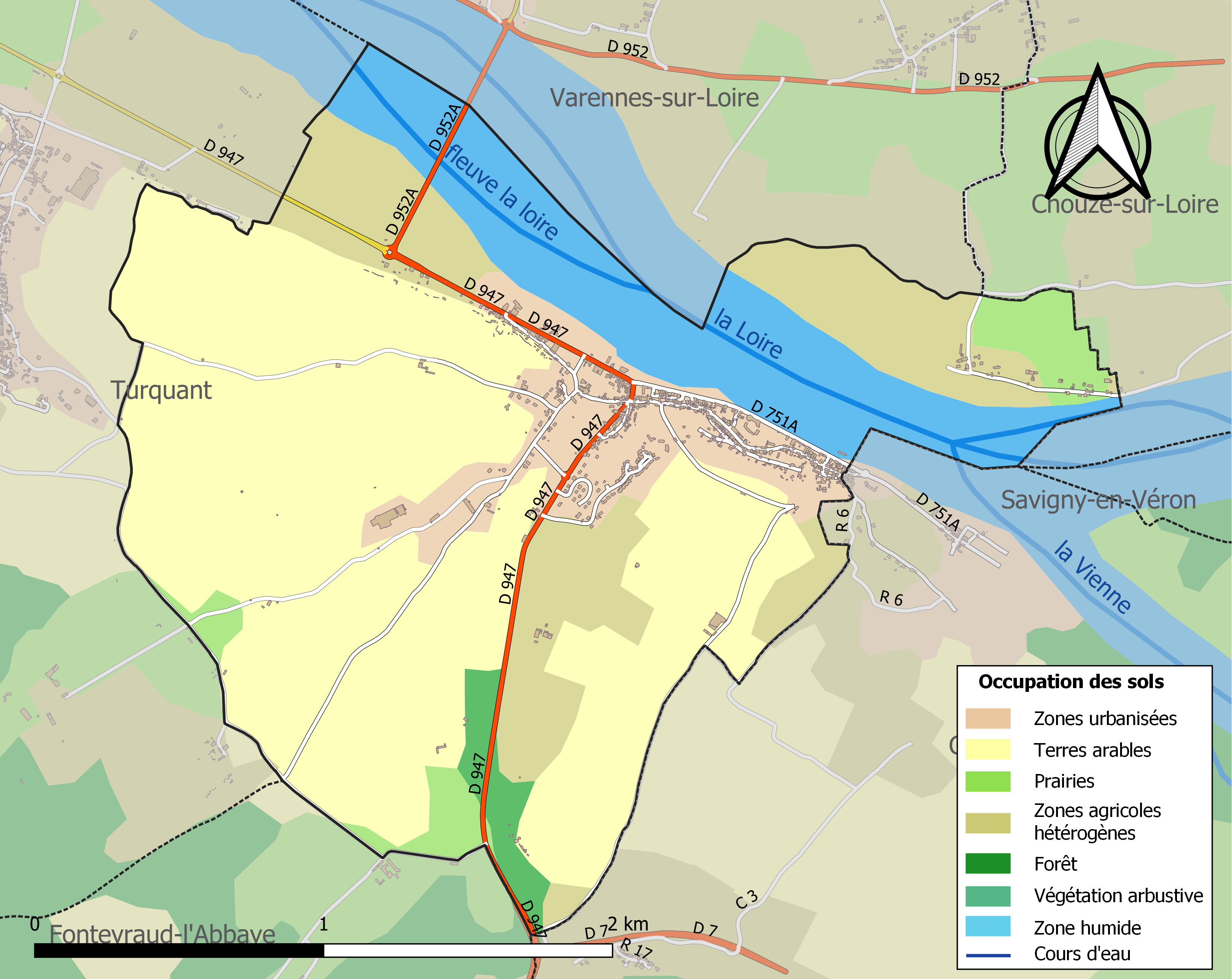
Carte des infrastructures et de l'occupation des sols de la commune en 2018 (CLC).

### Quartiers
Le village de Montsoreau est découpé en quatre quartiers, le vieux port où se concentre la majeure partie de l'activité commerciale et artistique, le vieux village historique, autour du château, le vignoble en haut du coteau, et l'île au Than, située sur la rive opposée de la Loire, et qui est exclusivement résidentielle.

### Risques naturels et technologiques
Montsoreau est concerné par six risques majeurs : l'inondation, la sismicité (risque faible), le retrait-gonflement des argiles (risque faible), le risque nucléaire, le risque de mouvement de terrain et la tempête.

### Logements
Le nombre de logements à Montsoreau évolue peu, alors qu'il y avait 359 logements en 2010, il y en a 362 en 2015. 60.5 % de ces logements sont des résidences principales, 20.7 % des résidences secondaires et 16.9 % sont des logements vacants.
En 2015, plus de la moitié des ménages (57.1 %) ont emménagé dans leur résidence principale il y a dix ans ou plus.

## Toponymie
Le nom de la localité est attesté sous les formes latinisées Castrum Monte Sorello, Mons Sorello en 1086 (cartulaire), de Monte Sorello en 1089.
Il s'agit d’une formation toponymique médiévale en Mont- « colline, élévation » qui dans ce cas précis désigne le promontoire rocheux, situé à même le lit de la Loire, et sur lequel a été construite la forteresse de Montsoreau. Le second élément -soreau, issu d'un plus ancien -sorel représente le nom de personne Sorel .

## Histoire
C’est au VIe siècle que les premiers textes font mention du domaine de Restis. En 990 le comte de Blois Eudes Ier le transforme en place forte, 10 ans avant que le comte d'Anjou, Foulques Nerra, ne le rattache à l'Anjou. On trouve une mention de Montsoreau en 1086 sous sa forme latinisée [Castrum] Monte Sorello. La place forte appartenait alors à Guillaume II de Montsoreau, vassal des comtes d’Anjou et mari d'Hersende de Champagné. C'est elle qui convaincra son beau-fils, Gautier Ier de Montsoreau, de donner à Robert d'Arbrissel, la terre qui lui servira à fonder l'Abbaye de Fontevraud. Les formes Castellum Montsorelli, Mons Sorelli et enfin Mons Sorel (Montsoreau, Monts Soreaux, Mont Soreau), sont des latinisations récurrentes que l'on rencontre dans les chartes, cartulaires et autres documents rédigés en latin médiéval. Le château passe aux mains de la famille Savary en 1213, (Renaud Savary 1325-1368, seigneur de Montbazon (Indre-et-Loire), Villandry (Indre-et-Loire)), Savonnières (Indre-et-Loire), Montsoreau (Maine-et-Loire) et Moncontour (Vienne), puis aux Craon vicomtes de Châteaudun en 1374. Il appartient ensuite à la famille Chabot de La Grève et devient la propriété de Jean II de Chambes lors de son mariage avec l’héritière en 1445. C’est ce dernier qui rase la forteresse et fait construire l'actuel château de Montsoreau en 1450, dans le style Renaissance.
Au Moyen Âge, le village était divisé en deux parties : Rest et le Mont Soreau (Monte Sorello). Rest correspondait au quartier aujourd’hui aggloméré autour du port et de l’église paroissiale actuelle, alors que le Mont Soreau correspondait au castrum fortifié par Foulques Nerra. Au XIXe siècle, le château de Montsoreau devint un entrepôt où les blés du Loudunais, les vins du Chinonais et ceux du Poitou étaient amenés. Des marchés importants s'y tenaient grâce à son port très actif.
Montsoreau fut, jusqu'au XVIIe siècle, un centre de juridiction et la seigneurie de Montsoreau s'étendait de la Loire au nord, jusqu'à Seuilly-l'Abbaye et au château du Coudray au sud.
Sa population d'artisans, de pêcheurs et de petits vignerons n'avait jamais dépassé 600 habitants. Puis un essor dans l'exploitation d'une pierre à bâtir, le tuffeau, fit passer brutalement ce nombre à plus de 1 000 habitants, maintenu pendant le premier quart du XIXe siècle. Cette pierre, facile à travailler, s'épuisa peu à peu, et les travailleurs de la pierre quittèrent la région. La population diminua ainsi pour se stabiliser de nouveau aux environs de 600 personnes.
Cependant, les galeries ouvertes pour l’exploitation du tuffeau permirent ensuite d’abriter des cultures de champignons, dits "de Paris".
Avec la construction de la route de Saumur à Candes-Saint-Martin au XIXe siècle, l’allure du village de Montsoreau fut modifiée,. Plusieurs maisons de tuffeau blanc, issu des carrières des coteaux, furent construites à Rest et dans la vieille ville.

## Politique et administration

### Administration municipale
| Période                                  | Période                   | Identité                 | Étiquette | Qualité |
| ---------------------------------------- | ------------------------- | ------------------------ | --------- | ------- |
| juillet 1800                             | novembre 1806             | Pierre Gasnault          |           |         |
| novembre 1806                            | avril 1808                | Florent François Lamiche |           |         |
| mai 1808                                 | décembre 1815             | Louis Moricet            |           |         |
| décembre 1815                            | mai 1819                  | Louis Nau                |           |         |
| mai 1819                                 | janvier 1831              | Claude Moricet-Barré     |           |         |
| 1837                                     | 1848                      | François Moreau          |           |         |
| 1848                                     | 1852                      | Casimir Bruneau          |           |         |
| 1852                                     |                           | Emile Cosnard            |           |         |
| avril 1953                               | mars 1959                 | Victor Monnet            |           |         |
| mars 1959                                | 1968                      | Roger Lemé               |           |         |
| 1968                                     | mars 1977                 | Serge Cruard             |           |         |
| mars 1977                                | juin 1995                 | Gérard Foulon            |           |         |
| juin 1995                                | mars 2001                 | Guy Borel                |           |         |
| mars 2001                                | mars 2008                 | Alain Borel              |           |         |
| mars 2008                                | mai 2020                  | Gérard Persin,           |           |         |
| mai 2020                                 | En cours (au 31 mai 2020) | Jacky Marchand           |           |         |
| Les données manquantes sont à compléter. |                           |                          |           |         |

### Participations aux élections
| Élection                                | Inscrits | Abstentions   | Votants       | Blancs et nuls | Exprimés      | Résultat |
| --------------------------------------- | -------- | ------------- | ------------- | -------------- | ------------- | --- |
| Référendum 1992 (Maastricht)            | 398      | 117 (29,40 %) | 281 (70,60 %) | 5 (1,78 %)     | 276 (98,22 %) | Oui : 164 (59,42 %) ; Non : 112 (40,58 %) |
| Européennes 2004                        | 387      | 202 (52,20 %) | 185 (47,80 %) | 1 (0,54 %)     | 184 (99,46 %) | |
| Référendum 2005                         | 366      | 85 (23,22 %)  | 281 (76,78 %) | 5 (1,78 %)     | 276 (98,22 %) | Oui : 140 (50,72 %) ; Non : 136 (49,28 %) |
| Présidentielle 2007                     | 379      | 48 (12,66 %)  | 331 (87,34 %) | 10 (3,02 %)    | 321 (96,98 %) | Nicolas Sarkozy : 197 (61,37 %) ; Ségolène Royal : 124 (38,63 %) |
| Municipales 2008 (15 sièges à pourvoir) | 381      | 67 (17,59 %)  | 314 (82,41 %) | 12 (3,15 %)    | 302 (79,27 %) | |
| Européennes 2024                        | 335      | 36,42%        | 213 (63,58%)  |                | 209 (62,39%)  | Jordan Bardella : 60 (28.71%); Valérie Hayer : 43 (20.57%) ; Raphaël Glucksmann: 28 (13.4%) ; François-Xavier Bellamy: 20 (9.57%) ; Marie Toussaint : 13 (6.22%) ; Marion Maréchal : 12 (5.74%) ; Manon Aubry : 8 (3.83%) Jean Lassale : 7 (3.35%) ; Léon Defontaines: 6 (2.87%) ; Jean Marc Governatori: 5 (2.39%) ; Florian Philippot : 3 (1.44%) ; François Asselineau : 2 (0.96%) ; Hélène Thouy : 1 (0.48%) ; Guillaume Lacroix: 1(0.48%) |

### Intercommunalité
La commune est membre de la communauté d'agglomération Saumur Val de Loire.

## Population et société

### Démographie

#### Évolution démographique
L'évolution du nombre d'habitants est connue à travers les recensements de la population effectués dans la commune depuis 1793. Pour les communes de moins de 10 000 habitants, une enquête de recensement portant sur toute la population est réalisée tous les cinq ans, les populations de référence des années intermédiaires étant quant à elles estimées par interpolation ou extrapolation. Pour la commune, le premier recensement exhaustif entrant dans le cadre du nouveau dispositif a été réalisé en 2005.

En 2022, la commune comptait 416 habitants, en évolution de −5,67 % par rapport à 2016 (Maine-et-Loire : +2,12 %, France hors Mayotte : +2,11 %).
| 1793 | 1800 | 1806 | 1821 | 1831 | 1836 | 1841  | 1846  | 1851  |
| ---- | ---- | ---- | ---- | ---- | ---- | ----- | ----- | ----- |
| 746  | 778  | 790  | 867  | 987  | 986  | 1 019 | 1 071 | 1 097 |

| 1856 | 1861 | 1866 | 1872 | 1876 | 1881 | 1886 | 1891 | 1896 |
| ---- | ---- | ---- | ---- | ---- | ---- | ---- | ---- | ---- |
| 937  | 921  | 851  | 790  | 752  | 688  | 655  | 619  | 584  |

| 1901 | 1906 | 1911 | 1921 | 1926 | 1931 | 1936 | 1946 | 1954 |
| ---- | ---- | ---- | ---- | ---- | ---- | ---- | ---- | ---- |
| 528  | 494  | 515  | 452  | 425  | 425  | 432  | 504  | 566  |

| 1962 | 1968 | 1975 | 1982 | 1990 | 1999 | 2005 | 2006 | 2010 |
| ---- | ---- | ---- | ---- | ---- | ---- | ---- | ---- | ---- |
| 570  | 547  | 503  | 449  | 561  | 544  | 503  | 501  | 480  |

| 2015 | 2020 | 2022 | - | - | - | - | - | - |
| ---- | ---- | ---- | - | - | - | - | - | - |
| 439  | 423  | 416  | - | - | - | - | - | - |

#### Pyramide des âges
La population de la commune est relativement âgée. En 2018, le taux de personnes d'un âge inférieur à 30 ans s'élève à 20,1 %, soit en dessous de la moyenne départementale (37,2 %). À l'inverse, le taux de personnes d'âge supérieur à 60 ans est de 47,0 % la même année, alors qu'il est de 25,6 % au niveau départemental.
En 2018, la commune comptait 225 hommes pour 213 femmes, soit un taux de 51,37 % d'hommes, largement supérieur au taux départemental (48,63 %).
Le village possède une école primaire publique. En 2025, elle a été baptisée Ecole Alexandre Dumas.
Les pyramides des âges de la commune et du département s'établissent comme suit.
| Hommes | Classe d’âge | Femmes |
| ------ | ------------ | ------ |
| 1,4    | 90 ou +      | 1,5    |
| 15,2   | 75-89 ans    | 18,4   |
| 29,0   | 60-74 ans    | 28,6   |
| 19,4   | 45-59 ans    | 21,8   |
| 12,0   | 30-44 ans    | 12,6   |
| 11,1   | 15-29 ans    | 9,2    |
| 12,0   | 0-14 ans     | 7,8    |

| Hommes | Classe d’âge | Femmes |
| ------ | ------------ | ------ |
| 0,9    | 90 ou +      | 2,1    |
| 7      | 75-89 ans    | 9,5    |
| 16,2   | 60-74 ans    | 16,9   |
| 19,4   | 45-59 ans    | 18,7   |
| 18,2   | 30-44 ans    | 17,5   |
| 18,8   | 15-29 ans    | 17,6   |
| 19,5   | 0-14 ans     | 17,6   |

### Vie locale
Montsoreau est un Village Fleuri ayant obtenu trois fleurs au palmarès 2012 du concours des villes et villages fleuris. Ses ruelles dominant la Loire bordent des habitations troglodytiques, typiques des bords de Loire. Anciennes carrières de tuffeau, elles servent aujourd'hui à la culture de champignons ou à la conservation du vin.
Montsoreau est le seul village de Maine-et-Loire classé parmi les plus beaux villages de France. La commune fait aussi partie des petites cités de caractère du département.

### Manifestations culturelles et festivités
Le château de Montsoreau abrite une collection d'art contemporain fondée par Philippe Méaille. Il s'agit du plus important fonds mondial d’œuvres du mouvement Art & Language. Il accueille une à deux expositions temporaires par an, ainsi que des conférences.

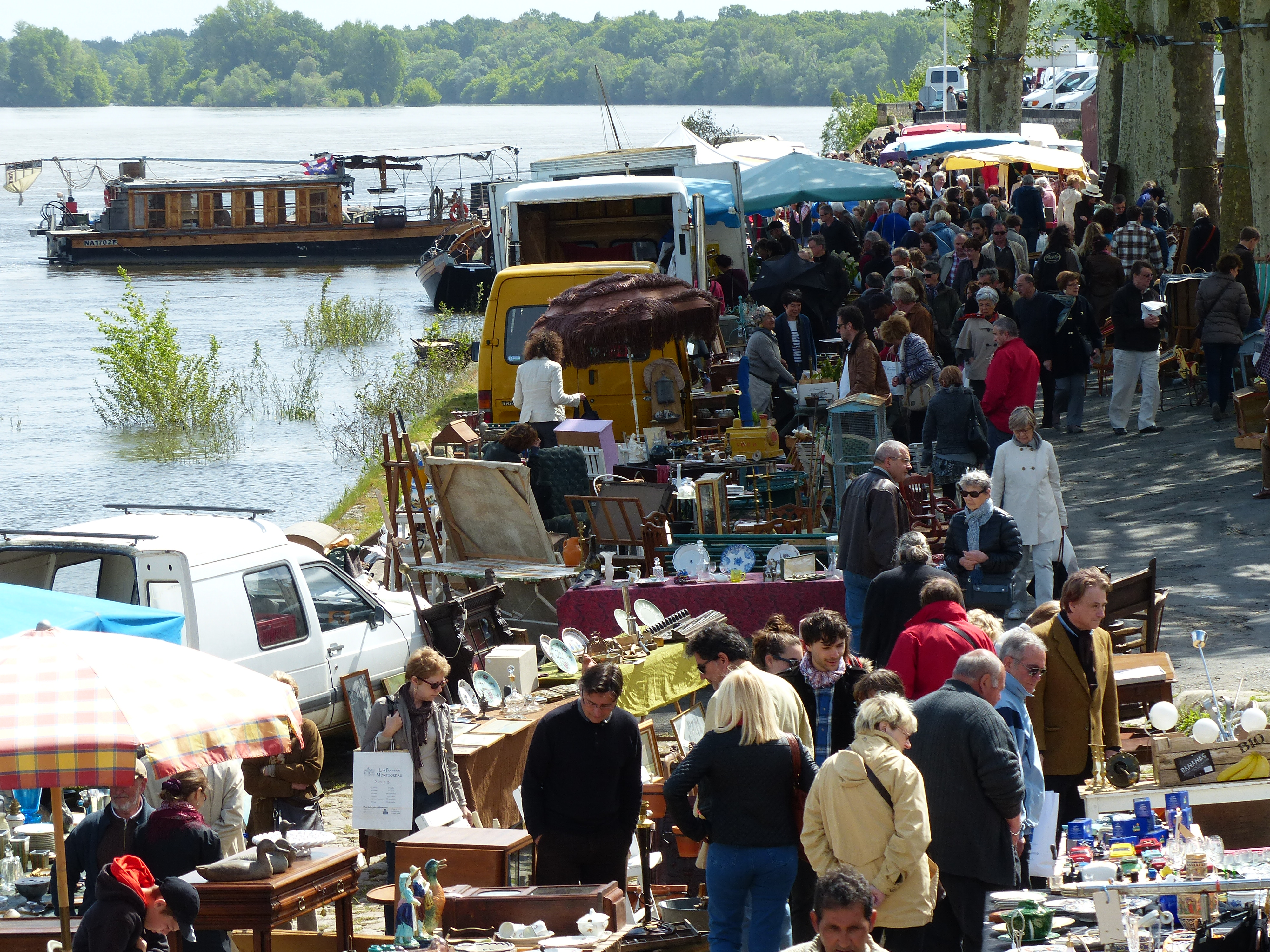
Puces de Montsoreau.

Tous les deuxièmes dimanches du mois depuis 1990, les Puces de Montsoreau réunissent plus de 80 professionnels (brocanteurs, antiquaires) et accueillent régulièrement 10 000 visiteurs par manifestation,.
Le village accueille enfin un festival de musique classique durant l'été.
Le 28 mai 2024, le village de Montsoreau a accueilli la flamme olympique dans le cadre des jeux de Paris 2024,,.
Chaque année depuis 2025, les clés de la ville sont remises symboliquement à la Loire lors d'une cérémonie à bord d'un bateau traditionnel, une initiative pionnière qui milite pour la reconnaissance des droits juridiques de la Loire,.

## Économie
Sur 66 établissements présents sur la commune à fin 2010, 18 % relevaient du secteur de l'agriculture (pour une moyenne de 17 % sur le département), 6 % du secteur de l'industrie, 6 % du secteur de la construction, 56 % de celui du commerce et des services et 14 % du secteur de l'administration et de la santé. Cinq ans plus tard, en 2015, sur les 71 établissements présents, 8 % relèvent du secteur de l'agriculture (pour une moyenne de 11 % sur le département), 7 % du secteur de l'industrie, 1 % de celui de la construction, 75 % du secteur du commerce et des services et 8 % de celui de l'administration et de la santé.

## Culture locale et patrimoine

### Lieux et monuments
- Château de Montsoreau, XVe siècle[68].

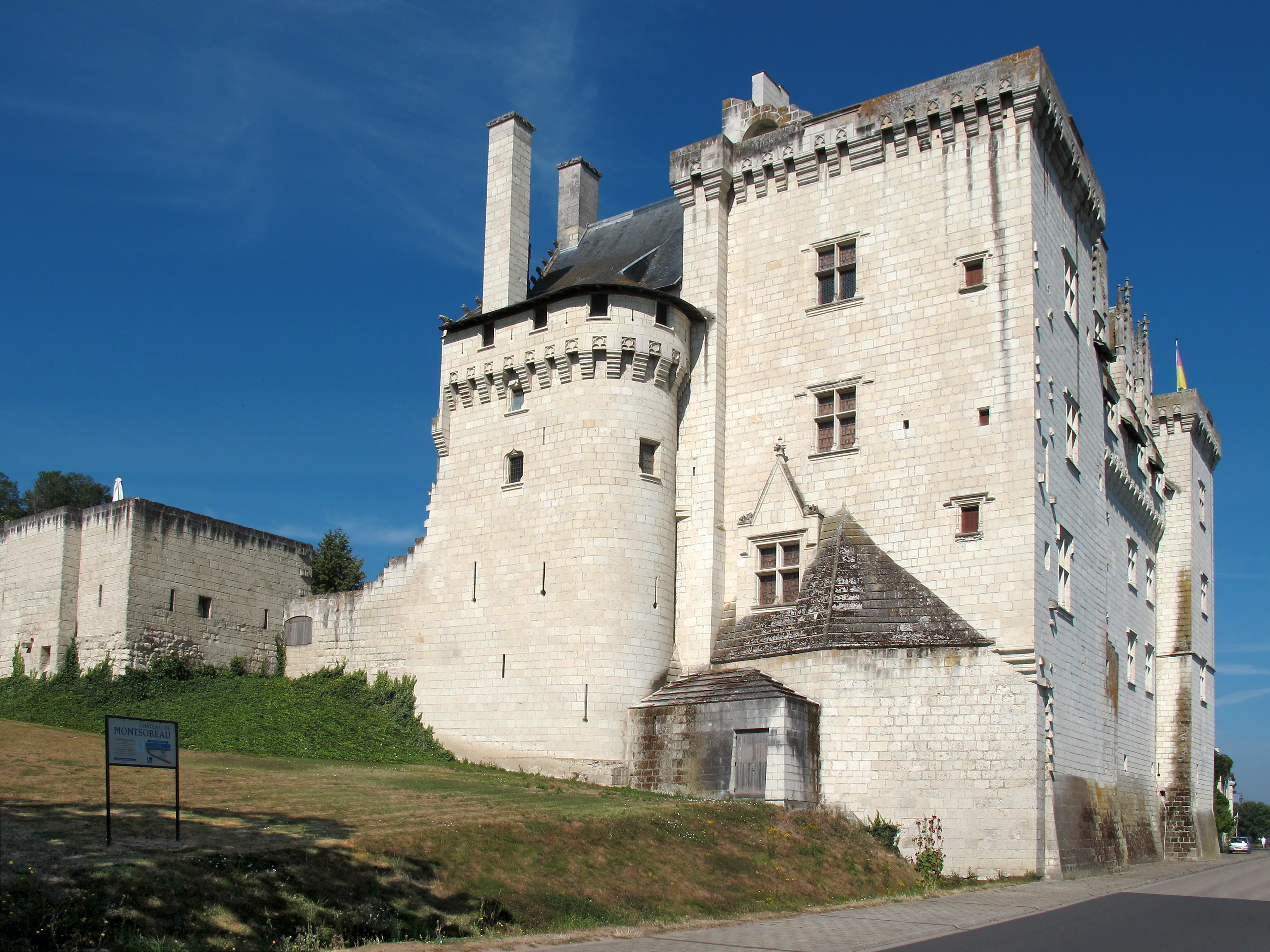
Château de Montsoreau-Musée d'Art Contemporain.

Le château de Montsoreau est le seul château de la Loire à avoir été construit dans le lit de la Loire. C'est un château français de style Renaissance, de transition entre la forteresse et la demeure de plaisance. Il s'élève directement le long de la Loire à Montsoreau, à un emplacement stratégique, immédiatement à la confluence de la Loire et de la Vienne, à l'intersection de trois régions l'Anjou, le Poitou et la Touraine, et au cœur de la vallée de la Loire. Une présence Gallo-Romaine est attestée à proximité comme en témoigne la découverte d'un fût de colonne cannelée provenant d'un temple ou d'un édifice public antique. L'occupation pérenne du lieu n'apparait dans les sources écrites qu'au VIe siècle avec la mention du domaine de Restis, mais ce n'est réellement qu'avec le château créé à la fin du Xe siècle qu'une agglomération va naitre et voir sa population prospérer. Une partie de ce château a été mise à jour à la fin du XXe siècle. Le château actuel a été construit dans le style Renaissance en 1443-1453 par Jean II de Chambes, un des hommes les plus riches du royaume, conseiller et chambellan de Charles VII et de Louis XI, il est ainsi le premier château de la Loire à avoir été construit. Le château de Montsoreau a été immortalisé par Alexandre Dumas dans son roman La Dame de Monsoreau écrit entre 1845 et 1846, second volet de sa trilogie sur la Renaissance, entre La Reine Margot et Les Quarante-Cinq. Il a été classé Monument historique en 1862, sa chapelle en 1930 et son enceinte comprenant le palais de sénéchaussée en 1938. Il est inscrit comme partie du patrimoine mondial de l'humanité par l'Unesco le 30 novembre 2000. En avril 2016, le château devient un musée d'art contemporain et prend le nom de Château de Montsoreau-Musée d'art contemporain[68].
- Dolmen de la Pierrelée (inscrit MH)[69].
- Église Saint-Pierre de Montsoreau (inscrite MH)[70].
- Maison du Parc naturel régional Loire-Anjou-Touraine.
- Moulin à vent de la Tranchée (inscrit MH)[71].
- Pont de Varennes-Montsoreau.

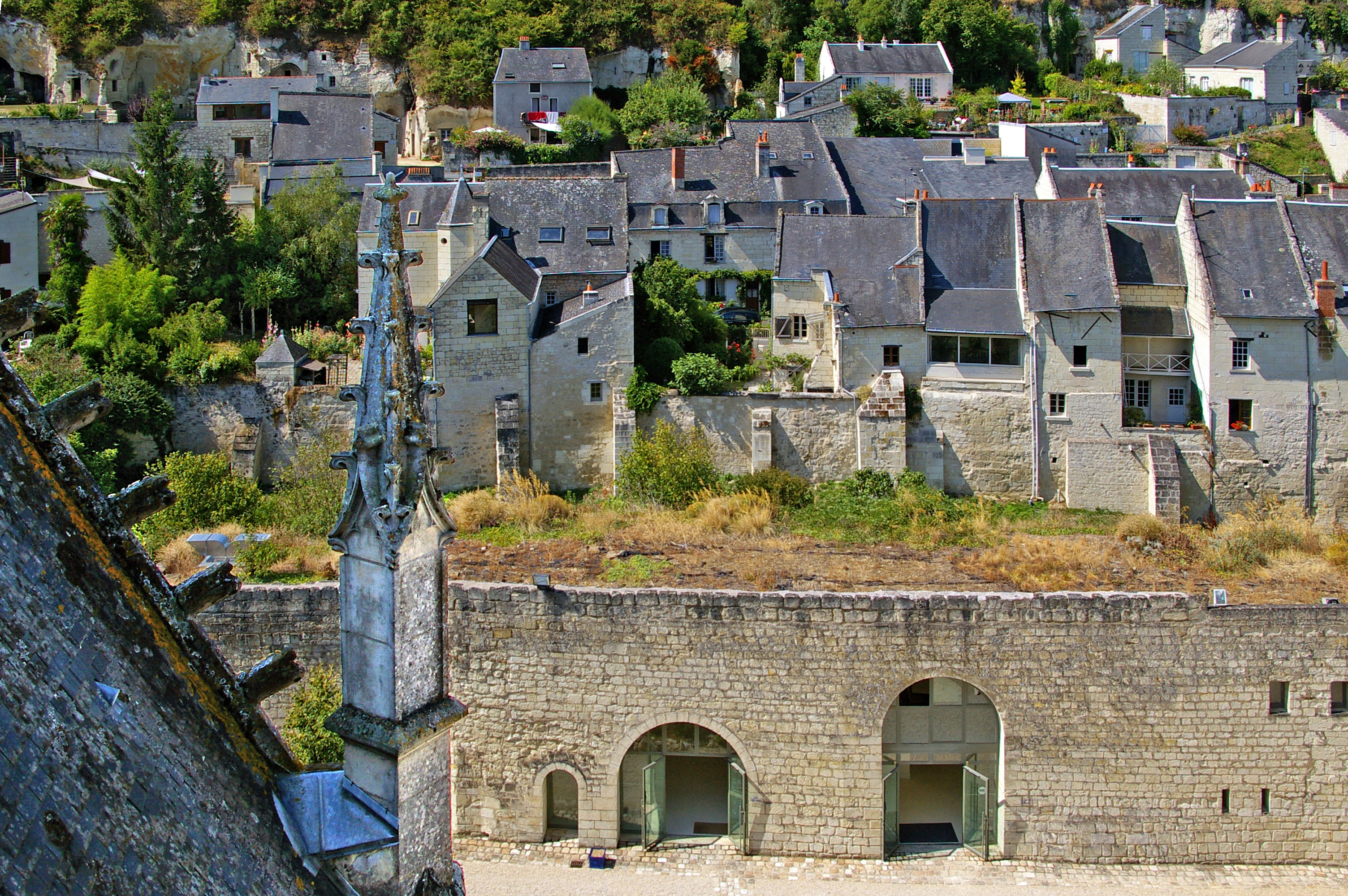
Montsoreau depuis le château.
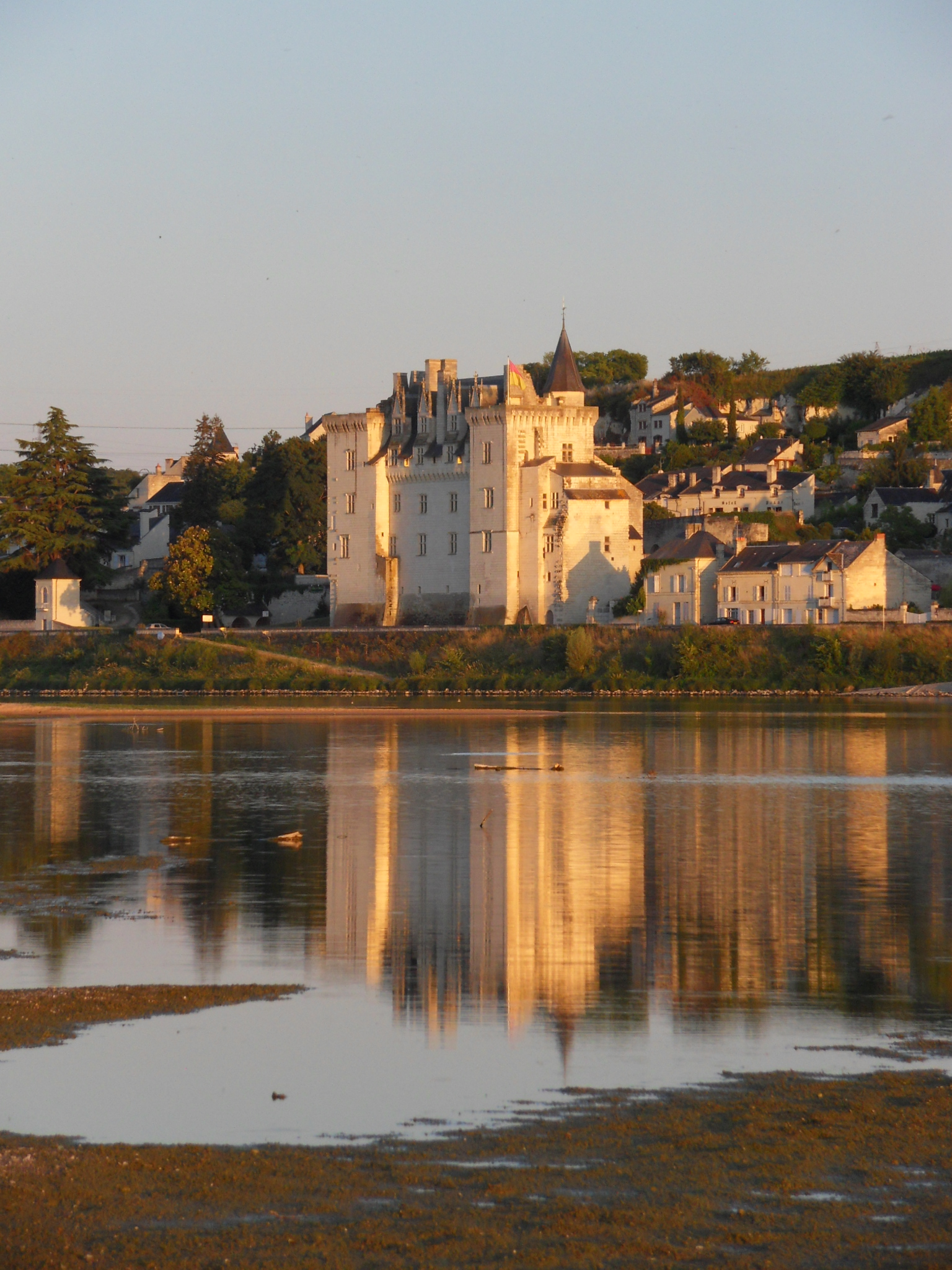
Le château, la Loire et le village.
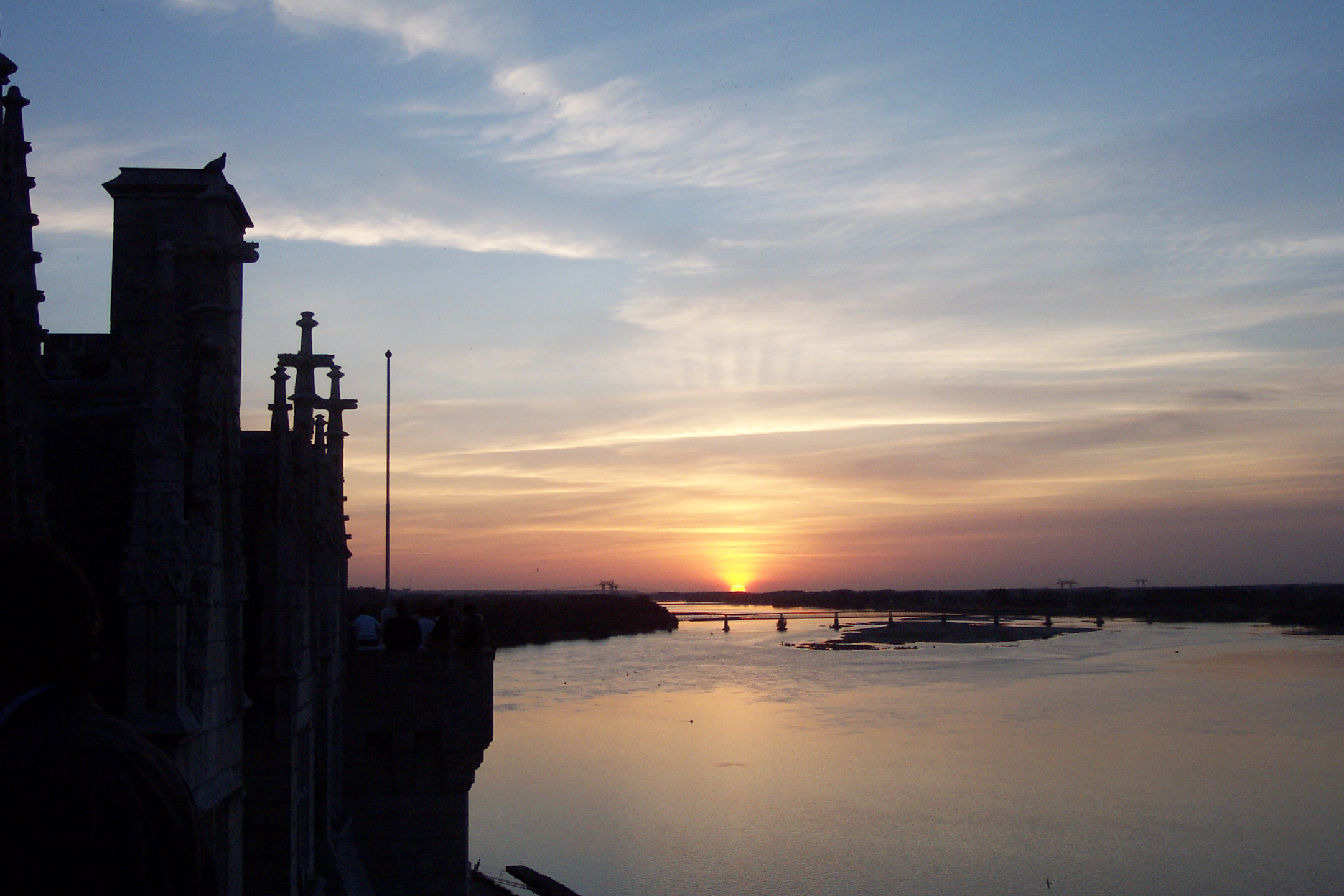
Coucher de soleil sur la Loire.
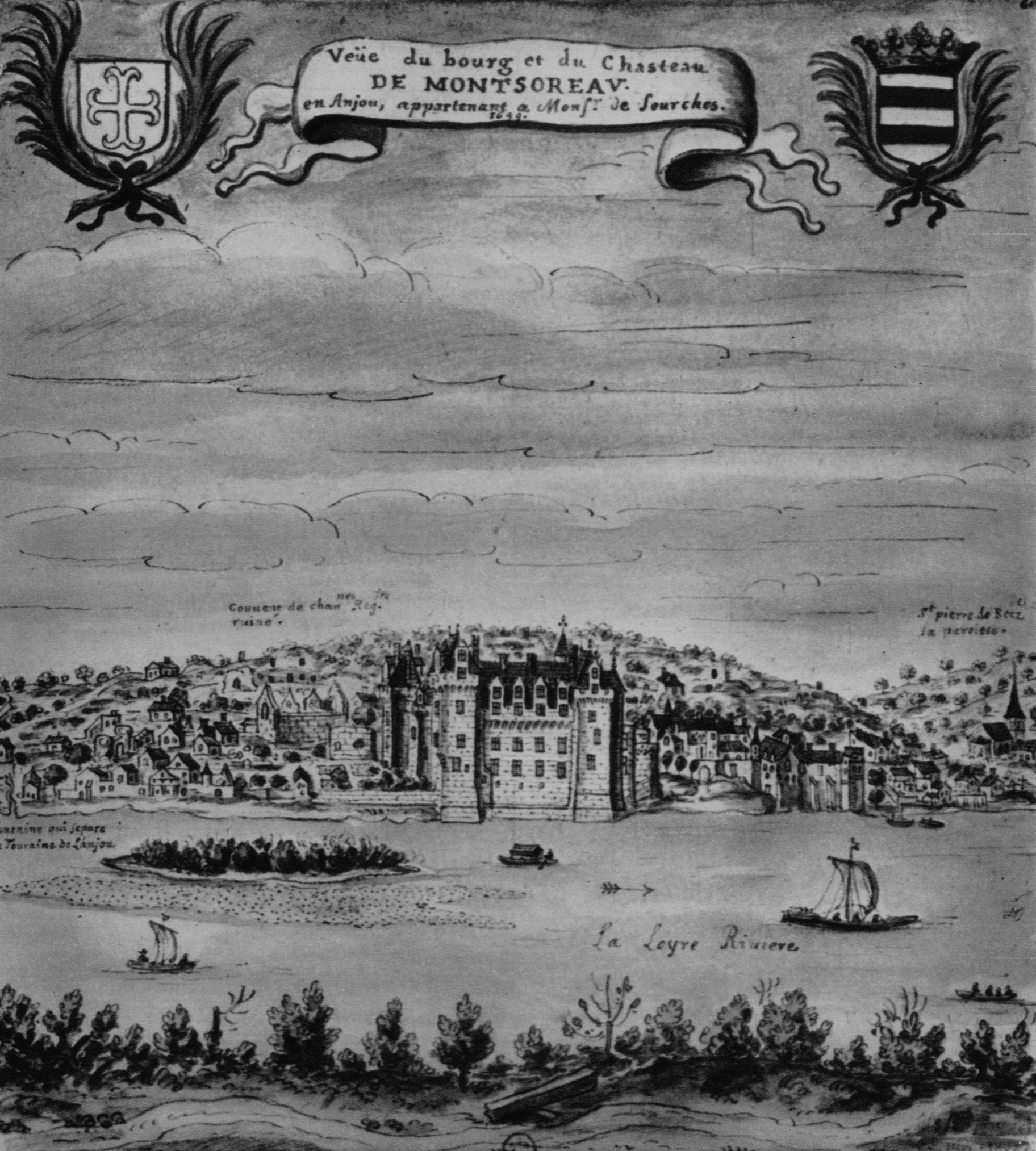
Le château et le village au XVIIe siècle.

### Personnalités liées à la commune
- Pierre-Paul Lemercier de La Rivière de Saint-Médard (1719-1801), administrateur colonial et théoricien physiocrate, né à Saumur, a vécu à Montsoreau et est décédé à Grigny (Essonne). Économiste de l’École des physiocrates fondée par François Quesnay[72].
- Jacques-Xavier Carré de Busserolle (1823-1904), archéologue et historien est décédé à Montsoreau.
- André Obey (1892-1975), auteur dramatique, romancier et essayiste français, est décédé à Montsoreau.
- Paul Guers (1927-2016), acteur français, est décédé à Montsoreau.
- Marie-Josèphe Guers (1950-2016), femme de lettres française, est décédée à Montsoreau.
- Philippe Méaille (1973), collectionneur français.

## Pour approfondir